# Serie E201 a E216 de CP
La Serie E201 a E216, igualmente conocida como Serie E200, fue una familia de locomotoras de tracción a vapor, que fueron utilizadas por la Compañía de los Caminhos de Ferro Portugueses.

## Historia

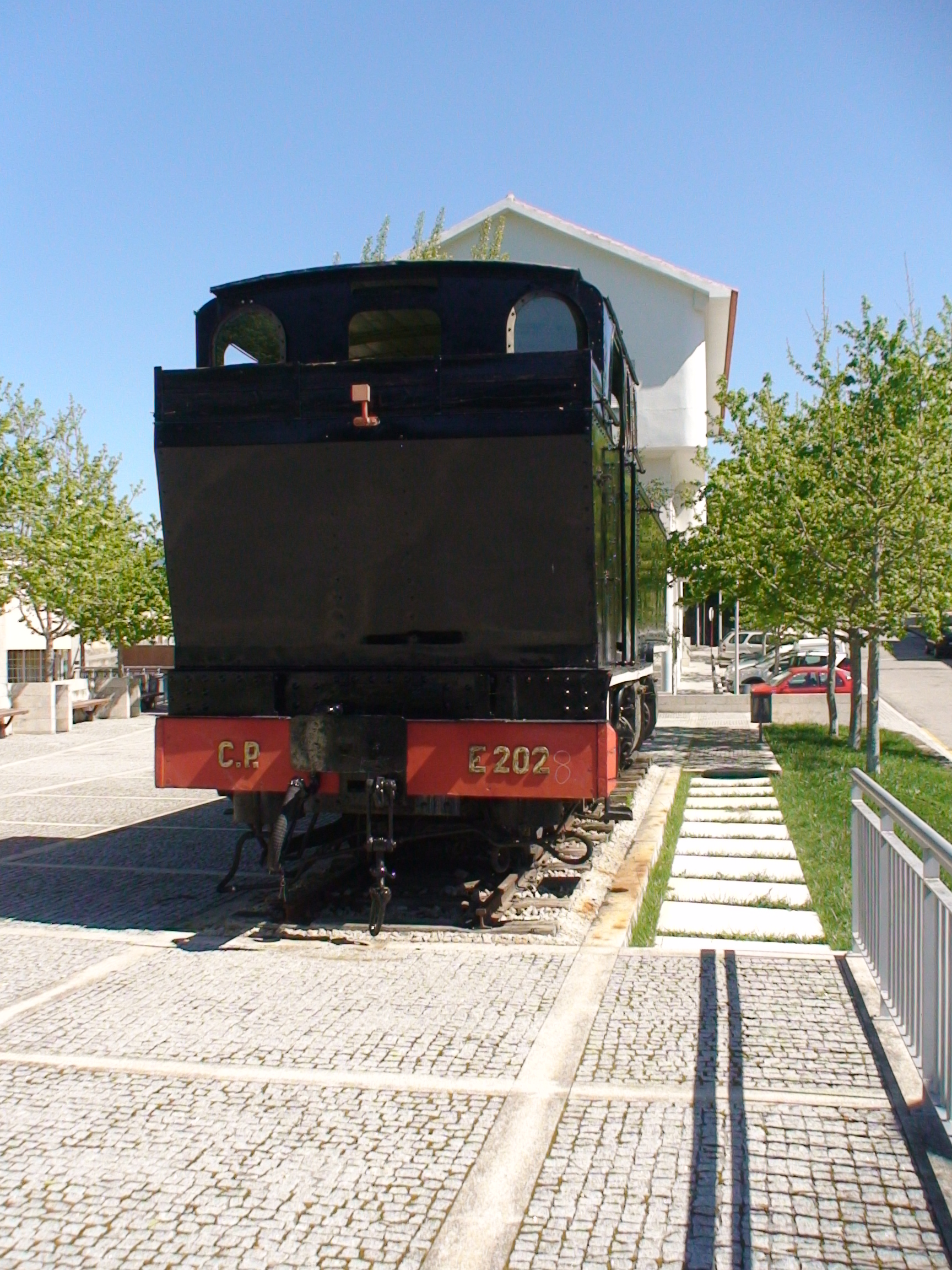
Otra vista de la Locomotora E202.

Estas locomotoras fueron fabricadas por la empresa alemana Henschel & Sohn, para la división del Miño y Duero de los Ferrocarriles del Estado. La locomotora E207 remolcó la composición inaugural del tramo entre Celorico de Basto y Arco de Baúlhe, en la Línea del Támega, en enero de 1949.

## Características
Esta serie estaba compuesta por 16 locomotoras-tanque Mallet de ancho métrico, numeradas de E201 a E216. Usaban un esquema compound, de 4 cilindros exteriores, siendo el sistema de atrás accionado por los cilindros de alta presión, y el de delante, por los de baja. Aunque hayan sido construidas para el remolque de composiciones de mercancías, realizaron todo tipo de servicios, habiendo circulado en los ferrocarriles de Trás-os-Montes y en la red del Vouga.

## Ficha técnica

### Características generales
- Tipo: Locomotora-tanque[1]
- Cilindros: 4 exteriores, por el sistema compound[1]
- Fabricante: Henschel & Sohn[1]
- Ancho: 1000 mm[1]